# Chung Kai-lai
Kai Lai Chung chinês tradicional: 鍾開萊; chinês simplificado: 钟开莱; Hangzhou, 19 de setembro de 1917 – Filipinas, 2 de junho de 2009) foi um matemático sino-estadunidense, conhecido por suas contribuições significativas à moderna teoria das probabilidades.
Foi palestrante convidado do Congresso Internacional de Matemáticos em Edinburgo (1958) e em Nice (1970).

## Publicações
- Elementary Probability Theory; by Kai Lai Chung & Farid Aitsahlia; Springer; ISBN 038795578X.
- A Course in Probability Theory; by Kai Lai Chung.[2]
- Markov Processes with Stationary Transition Probabilities, by Kai Lai Chung.[3]
- Selected Works Of Kai Lai Chung; World Scientific Publishing Company; ISBN 981-283-385-4.
- Green, Brown, & Probability and Brownian Motion on the Line; by Kai Lai Chung; World Scientific Publishing Company; ISBN 981-02-4689-7.
- Introduction to stochastic integration (Progress in probability and statistics); K. L. Chung and R. J. Williams.
- Introduction to Random Time and Quantum Randomness; by Kai Lai Chung & Jean Claude Zambrini; World Scientific; ISBN 978-981-238-388-4.
- Chance & Choice: Memorabilia; Kai Lai Chung.
- Markov Processes, Brownian Motion, and Time Symmetry; (Grundlehren der mathematischen Wissenschaften); by Kai Lai Chung & John B. Walsh.
- From Brownian Motion to Schrödinger's Equation; (Grundlehren der mathematischen Wissenschaften); Kai Lai Chung & Zhongxin Zhao.[4]
- Lectures from Markov Processes to Brownian Motion; (Grundlehren der mathematischen Wissenschaften); by Kai Lai Chung.[5]